# Achlya
Achlya — рід ооміцетів родини Saprolegniaceae. Назва вперше опублікована 1823 року.
До роду належать декілька збудників хвороб рослин, зокрема Achlya conspicua та Achlya klebsiana.